# Isles of Scilly Football League
A Isles of Scilly Football League é o campeonato nacional de futebol das Ilhas Scilly. Chancelado pela FA, este é considerado pelo Guinness Book o menor campeonato do mundo, e é disputado por apenas dois times (Woolpack Wanderers e Garisson Gunners), que se enfrentam todo domingo.

## História

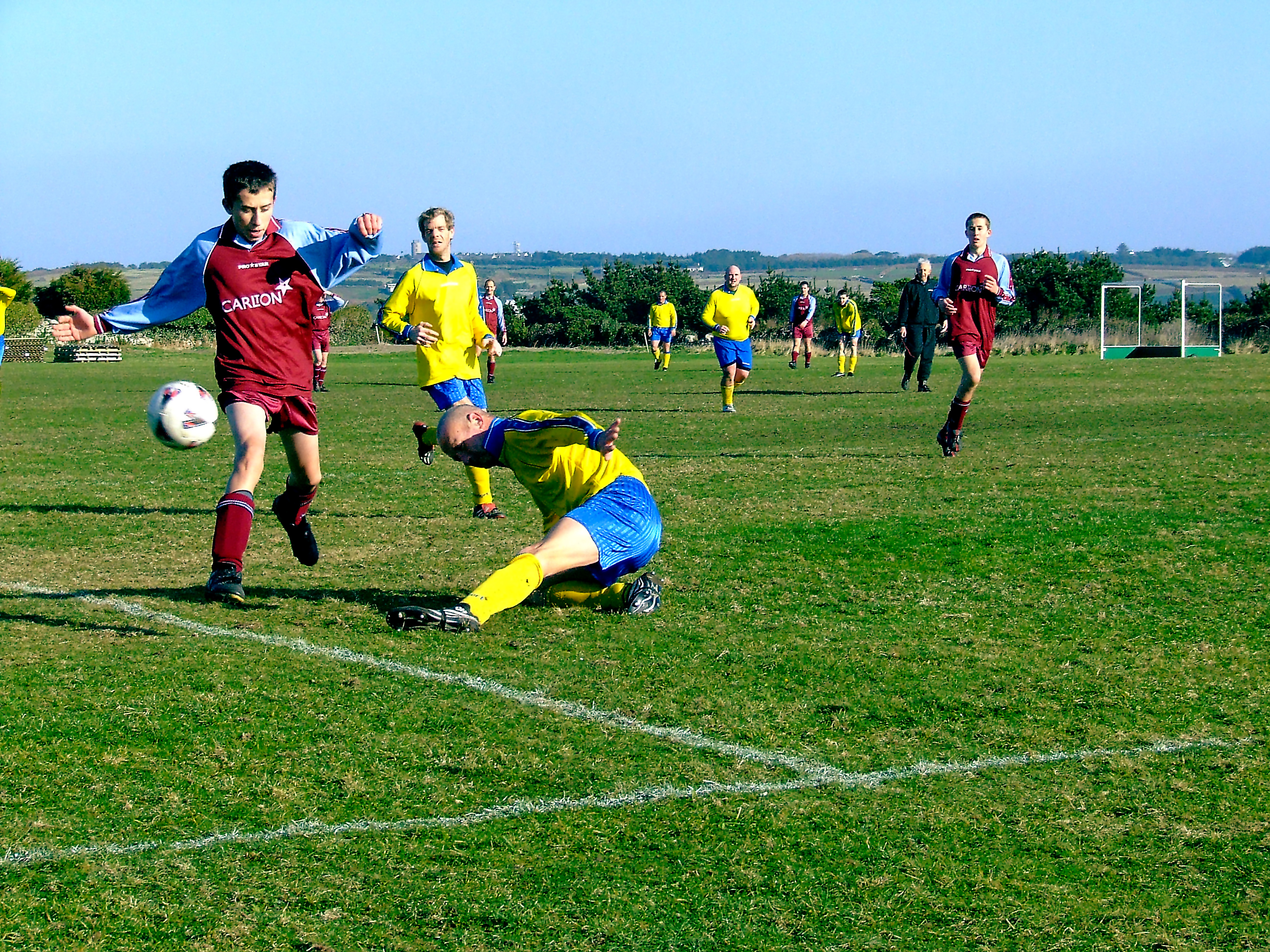
Lance de um jogo entre Garrison Gunners (amarelo) e Woolpack Wanderers (vermelho).

Tudo começou em 1920, com a criação da Lyonnesse Inter-Island Cup, uma competição entre cinco ilhas – St Mary’s, Tresco, St. Martin's, Bryher e St. Agnes. Na década de 1950, apenas 2 clubes ainda restavam - os "Rangers" e os "Rovers". Com o passar dos anos apenas dois clubes sobreviveram, os Rangers e os Rovers. Em 1984, os próprios habitantes das Ilhas Scilly resolveram organizar a Federação de Futebol das Ilhas Scilly para promover um campeonato que pudesse movimentar o futebol local. Assim surgiu a criação da Isles of Scilly Football League. As 2 equipes sobreviventes ("Rangers" e "Rovers") trocaram de nome, precisamente para Garrison Gunners e Woolpack Wanderers.
Estas 2 equipes se enfrentam 16 vezes ao longo do ano. São 13 partidas pela liga local, uma pela “Supercopa” da ilha (Charity Shield), que dá início à temporada, e ainda duas por uma copa comum (Foredeck Cup), disputada em jogos de ida e jogos de volta.
Em 2008, quando da organização da Eurocopa, realizado em conjunto por Áustria e Suíça, a Adidas criou o projeto ‘Dream Big’. A marca fez campanhas em várias regiões do globo, dando destaque a pequenas localidades apaixonadas por futebol. Além de Andorra e San Marino, as Ilhas Scilly também mereceram grande destaque. Na época, jogadores como Kaká, Messi, Gerrard e Beckham visitaram a ilha, de forma a inspirarem e incentivarem jogadores e treinadores para a prática e importância do futebol.